# Aphidius rhopalosiphi
Aphidius rhopalosiphi är en stekelart som beskrevs av De Stefani-perez 1902. Aphidius rhopalosiphi ingår i släktet Aphidius och familjen bracksteklar. Arten är reproducerande i Sverige. Inga underarter finns listade i Catalogue of Life.